# 135P/Shoemaker-Levy
135P/Shoemaker-Levy lub 135P/Shoemaker-Levy 8 – kometa krótkookresowa, należąca do rodziny komet Jowisza.

## Odkrycie
Kometa została odkryta 5 kwietnia 1992 roku w Obserwatorium Palomar w Kalifornii. Jej odkrywcami jest trójka astronomów Carolyn Shoemaker, Eugene Shoemaker oraz David Levy.

## Orbita komety
Orbita komety 135P/Shoemaker-Levy ma kształt elipsy o mimośrodzie 0,29. Jej peryhelium znajduje się w odległości 2,72 j.a., aphelium zaś 4,94 j.a. od Słońca. Jej okres obiegu wokół Słońca wynosi 7,5 roku, nachylenie orbity do ekliptyki to wartość 6,05˚.
Obiektu tego nie należy mylić z kometą Shoemaker-Levy 9, która rozpadła się i zderzyła z Jowiszem.